# У Тан
У Тан (бирм. ဦးသန့်; 22 января 1909, Пандано, Бирма, Британская Индия — 25 ноября 1974, Нью-Йорк, США) — бирманский дипломат; 3-й Генеральный секретарь Организации Объединённых Наций (1962—1971).

## Биография
Родился в городе Пандано (бирм. ပန်းတနော်မြို့) в семье преуспевающих землевладельцев и торговцев рисом. Он получил среднее образование в местной школе, затем окончил исторический факультет Рангунского университета. До начала своей дипломатической карьеры У Тан работал в сфере образования и информации. Был старшим преподавателем в Национальной средней школе в Пандано, в которой до этого учился, а в 1931 году стал её директором, заняв первое место на конкурсе преподавателей английского и родного языков в средней школе. В то время У Тан подружился с будущим премьер-министром У Ну, а также стал регулярно писать в газеты и журналы под псевдонимом «Тилауа» и перевёл нескольких книг.

### Ранняя карьера
До Второй мировой войны был членом Бирманского комитета по учебникам и Совета по вопросам национального образования, а также членом Исполнительного комитета Ассоциации директоров школ.
В 1942 году на протяжении нескольких месяцев У Тан выполнял функции секретаря Бирманского комитета по реорганизации системы образования. В следующем году вернулся в Национальную среднюю школу, где проработал директором ещё четыре года.
В 1947 году назначен пресс-секретарём правительства Бирмы. После получения страной независимости в 1948 году У Ну стал премьер-министром и предложил У Тану пост директора Службы вещания. В следующем году он был назначен правительственным секретарём министерства информации Бирмы. С 1951 по 1957 годы У Тан был секретарём премьер-министра, писал ему речи, организовывал заграничные поездки и встречал иностранных гостей. В 1953 году У Тан стал секретарём по особым поручениям в канцелярии премьер-министра, а в 1955 году на него были дополнительно возложены функции Исполнительного секретаря Бирманского экономического и социального совета. В период с 1951 по 1957 год являлся ближайшим советником У Ну.
Кроме того, У Тан принимал участие в международных конференциях, был секретарём на Бандунгской конференции в 1955 году (она стала предтечей Движения неприсоединения). С 1957 по 1961 год У Тан являлся постоянным представителем Бирмы при Организации Объединённых Наций в ранге посла и активно участвовал в переговорах по статусу Алжира. Он возглавлял делегации Бирмы на сессиях Генеральной Ассамблеи ООН, а в 1959 году был избран одним из заместителей Председателя 14-й сессии Ассамблеи. В 1961 году У Тан был Председателем Согласительной комиссии Организации Объединённых Наций для Конго и Председателем Комитета по Фонду капитального развития Организации Объединённых Наций. В 1961 году правительство наградило его орденом Бирмы и титулом «маха тхайе ситу» (бирм. မဟာသရေစည်သူ).
В рамках своей дипломатической карьеры У Тан неоднократно выполнял функции советника премьер-министров Бирмы.

### Генеральный секретарь ООН
К выполнению функций исполняющего обязанности Генерального секретаря У Тан приступил 3 ноября 1961 года, тогда Генеральная Ассамблея по рекомендации Совета Безопасности единогласно назначила его на время до истечения срока полномочий погибшего Дага Хаммаршёльда. Затем 30 ноября 1962 года Генеральная Ассамблея единогласно назначила его Генеральным секретарём до 3 ноября 1966 года. В первый срок У Тан сыграл важную роль в деэскалации Карибского кризиса и окончании гражданской войны в Конго. Он сам сообщал, что хотел снизить напряжённость между главными державами.
В апреле 1964 года У Тан принял от Святого Престола статус постоянного наблюдателя, причём его работа в ООН на это решение не повлияла. В 1965 году У Тан получил премию Джавахарлала Неру.
2 декабря 1966 года Генеральная Ассамблея по единодушной рекомендации Совета Безопасности (резолюция 229, 1966 год) назначила У Тана на второй срок пребывания в должности Генерального секретаря Организации Объединённых Наций. Его полномочия истекли 31 декабря 1971 года. В период его работы в ООН в эту организацию вступило множество азиатских и африканских стран. У Тан был ярым критиком апартеида в Южной Африке. Он основал множество программ, включая Программу развития ООН, Университет ООН, ЮНКТАД, Программу ООН по окружающей среде.
Деятельность У Тана на посту генерального секретаря ООН подвергалась массовой критике со стороны США и Израиля за то, что он согласился вывести миротворцев с Синайского полуострова в 1967 году по просьбе египетского президента Гамаля Абделя Насера. Хорошие поначалу отношения с правительством США испортились после того, как У Тан публично осудил вторжение во Вьетнам.
У Тан с интересом следил за отчётами по «обнаружению» НЛО; в 1967 году организовал выступление в ООН американского специалиста по физике атмосферы Джеймса Макдональда.
В 1970 году У Тан принимал участие в разработке программы предстоящей конференции Организации Объединенных Наций (ООН) по проблемам окружающей среды. Участники совещания предполагали, что в 1972 г. в Стокгольме он выступит докладом о причинах разрушения биосферы и мероприятий по ее сохранению. Доклад У Тана должен был сопровождаться выступлением представителей от трех групп стран: развивающихся (Индия, Бразилия, Иран), социалистических (Польша, Чехословакия, СССР) и западных капиталистических (США, Англия, Швеция).
23 января 1971 г. У Тан заявил, что «ни при каких условиях» не согласится на третий срок в ООН. В последнем послании к Генеральной Ассамблее писал, что испытывает колоссальное чувство облегчения на грани освобождения из-за окончания срока в должности.
Работая генеральным секретарём, У Тан жил в особняке в районе Ривердейл в Бронксе.

### Смерть
У Тан умер от рака лёгких в Нью-Йорке 25 ноября 1974 года. К тому моменту в Мьянме власть находилась в руках военной хунты, которая отказала У Тану в погребении с почестями. Гроб с его телом отправили в Рангун (ныне Янгон), единственным высокопоставленным чиновником, который его встречал, был министр образования У Аун Тун. После этого поступка он лишился поста.
Похороны проходили 5 декабря 1974 года, на них присутствовали десятки тысяч рангунцев. Группа студентов похитила гроб и захоронила тело на территории Студенческого союза Рангунского университета, который был уничтожен в 1962 году Не Вином.
С 5 по 11 декабря 1974 года студенты построили временный мавзолей и проводили там антигосударственные митинги. Утром 11 декабря правительственные войска ворвались на территорию Союза, убили нескольких студентов-охранников, выкрали гроб с телом У Тана и захоронили его у подножия пагоды Шведагон, где он и находится с тех пор. Студенты и горожане начали массовые протесты, в городе объявили военное положение.

## Семья и личная жизнь
Мать У Тана звали Нан Таун (бирм. နန်းသောင်), отца — По Хни. Отец получил образование в Калькутте и был одним из основателей газеты Туйийа, а также Исследовательского общества Бирмы. По сообщению внука Тан Мин У, у отца У Тана в предках были как буддисты, так и мусульмане. Мать и дети оказались в трудном финансовом положении из-за споров о наследстве.
У Тан — старший из четырёх братьев: остальных звали Кхан (бирм. ခန့်), Таун (бирм. သောင်း) и Тин Маун (бирм. တင်မောင်); все они были политиками и учёными.
Жена У Тана — До Тэйн Тин (бирм. ဒေါ်သိန်းတင်). Оба их сына погибли: Маун Бо — во младенчестве, а Тин Маун выпал из автобуса в один из визитов в Рангун. Кроме них у пары была дочь Е Е Тан (бирм. အေးအေးသန့်) и приёмный сын. Единственный внук мужского пола — Тан Мин У — стал историком и работал в миротворческой миссии ООН.
У Тан был набожным буддистом ветви тхеравада. Также он являлся радиолюбителем-коротковолновиком, и имел позывной XZ2TH. У Тану были присвоены многочисленные почётные учёные степени доктора права, богословия и гуманитарных наук разными университетами.

## Память и признание
В 1977 году группа последователей неоиндуистского проповедника и общественного деятеля Шри Чинмоя, с которым дружил У Тан, взяла в аренду у штата Нью-Йорк крохотный островок Белмонт, расположенный на Ист-Ривер (Манхэттен) прямо напротив Штаб-квартиры ООН. Они по мере возможности озеленили его и дали новое неофициальное название У-Тант. С течением времени новое название стало более узнаваемым, чем официальное.

## Награды
- Орден «Пьитаунзу Ситу Тингаха» («Маха Тарэй Ситу») III степени (Мьянма)[21].